# Xã Eugene, Quận Carroll, Missouri
Xã Eugene (tiếng Anh: Eugene Township) là một xã thuộc quận Carroll, tiểu bang Missouri, Hoa Kỳ. Năm 2010, dân số của xã này là 163 người.